# Nowe Krzywe
Nowe Krzywe – wieś w Polsce położona w województwie warmińsko-mazurskim, w powiecie ełckim, w gminie Stare Juchy. Leży nad Jeziorem Krzywym.
W latach 1975–1998 miejscowość administracyjnie należała do województwa suwalskiego.